# Entomophagie beim Menschen

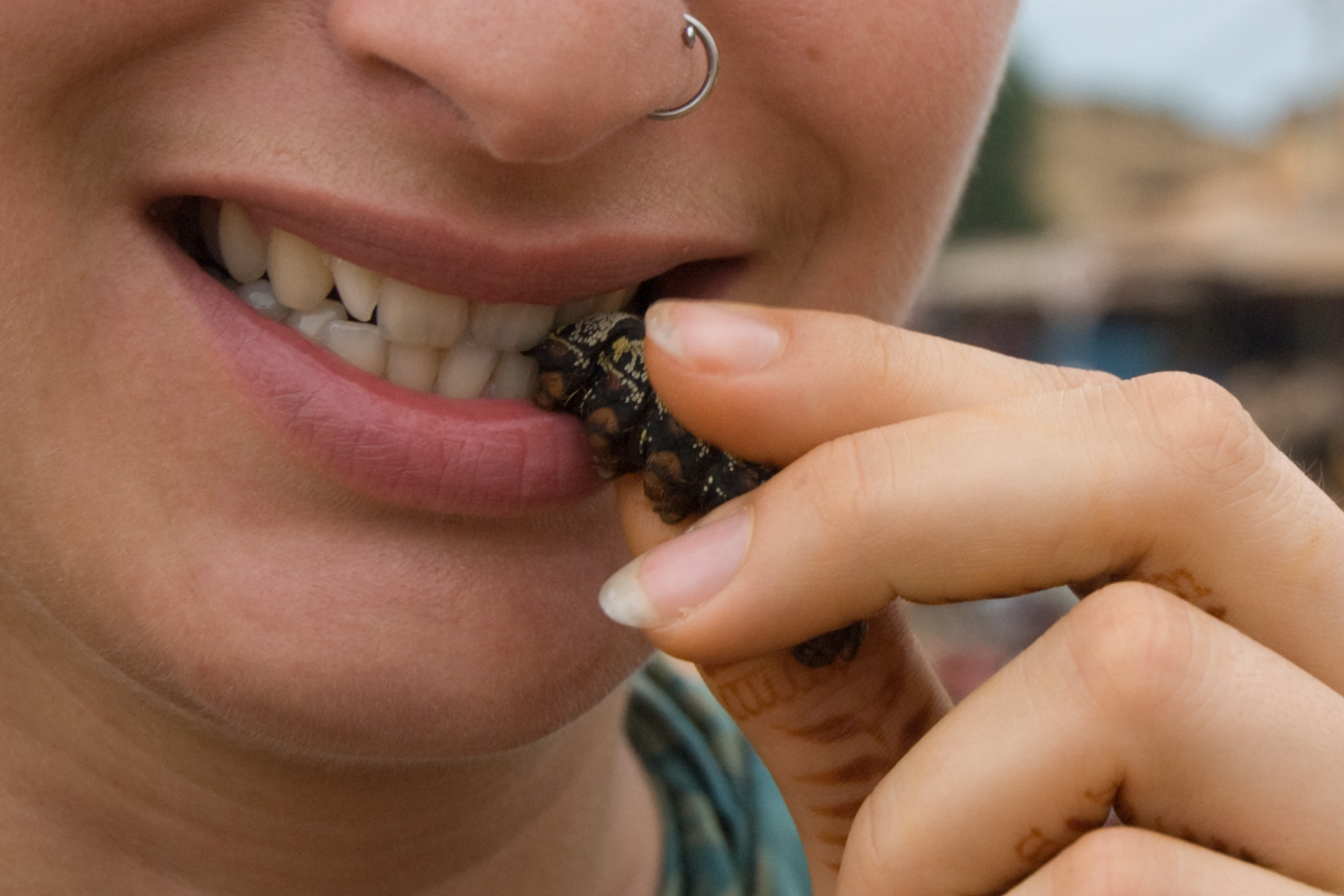
Verzehr einer Cirina-Raupe in Burkina Faso

Als Entomophagie beim Menschen (auch entomophagische Ernährung), wissenschaftlich genauer Anthropo-Entomophagie, wird der Verzehr von Insekten (Entomophagie) durch Menschen fachsprachlich bezeichnet. Der allgemeinsprachliche Begriff lautet Insektenverzehr. Insektenarten, die sich zum menschlichen Verzehr eignen, werden auch unter den Begriffen essbare Insekten oder Speiseinsekten subsumiert.

## Geschichte
Bereits ca. 700 v. Chr. wurde in einer assyrischen Darstellung ein Festmahl mit Heuschrecken als Delikatessen abgebildet. Sowohl die Bibel als auch der Koran enthalten Hinweise auf das Essen von Heuschrecken.
Auch in der Antike aßen die Griechen und Römer Insekten und insbesondere ihre Larven, zum Beispiel Bienen und Zikaden. Holzbohrerraupen (lateinisch cossus) galten bei Griechen und Römern (besonders bei Epikureern) als Delikatesse. Sie wurden teilweise mit Mehl gemästet. Allerdings können unter dem Begriff auch andere Raupen holzfressender Schmetterlinge und auch Engerlinge von Käfern wie die des Hirschkäfers (Lucanus cervus) subsumiert worden sein. Den antiken Israeliten war dagegen der Verzehr von Insekten – mit Ausnahme von vier genau bezeichneten Heuschreckenarten – als nicht koscher untersagt. Dies gilt im Rahmen der Jüdischen Speisengesetze bis heute.

## Insektenverzehr weltweit

Zahl der Insektenarten, deren Verzehr dokumentiert ist, nach Ländern, 2017 (mit Beispielen) (Fleischatlas 2018)

Mitarbeiter der FAO schätzen, dass Insekten heute Bestandteil der Ernährung von annähernd 2 Milliarden Menschen sind. Insektenverzehr ist vor allem verbreitet in Teilen Afrikas, Asiens, Nord-, Mittel- und Südamerikas sowie bei den australischen Ureinwohnern. Häufig hat sich dort auch eine regelrechte Insektenküche etabliert.
Entsprechend ihrer Verbreitung ist es einfach, Wildinsekten zu sammeln, besonders in tropischen Regionen. Daneben vermehren sich viele Insektenarten rasch, sind einfach zu halten und zu züchten. Diese Faktoren begünstigen eine entomophagische Ernährung in bestimmten Regionen. Gerade in den so genannten Entwicklungsländern mit häufigen Hungersnöten spielen diese eine gewichtige Rolle.
In westlich geprägten Kulturen ist der Verzehr von Insekten eine Randerscheinung und wird häufig mit Ekelgefühlen verbunden (Nahrungstabu). Jedoch sind inzwischen auch in Europa bestimmte Insekten für den Einsatz in Lebensmitteln zugelassen (z. B. seit 2017 in der Schweiz, seit 2021 in der EU) oder befinden sich in einem Zulassungsprozess und es werden verschiedene Lebensmittel für eine entomophagische Ernährung im Handel angeboten.

### Australien und Papua-Neuguinea

Gesammelte Sagowürmer in Papua-Neuguinea

Die Aborigines Australiens sind dafür bekannt, verschiedene Larven (zum Beispiel die Witchetty-Made) roh oder in Sand und Asche gegart zu verspeisen. Besonders die Bogong-Motte der gleichnamigen Berge war sehr beliebt. Josephine Flood beschrieb ausgiebige Festgelage mehrerer Stämme in dem Buch The Moth Hunter. Die Bogong-Motte wird im Sand gebraten und verliert so Beine und Flügel, danach wird der Kopf entfernt. Übrig bleibt der fleischige Hinterleib, der gekocht oder zu Kuchen verbacken wird. Selbst Süßigkeiten bieten die Insekten den Aborigines: Die Sammler der Honigtopfameise hängen prallgefüllt mit einer an Honig erinnernden klebrigen Masse in ihren Nestern und bieten so eine süße Nachspeise.
In Papua-Neuguinea wird die als Sagowurm bezeichnete Käferlarve als Delikatesse geschätzt.

### Afrika

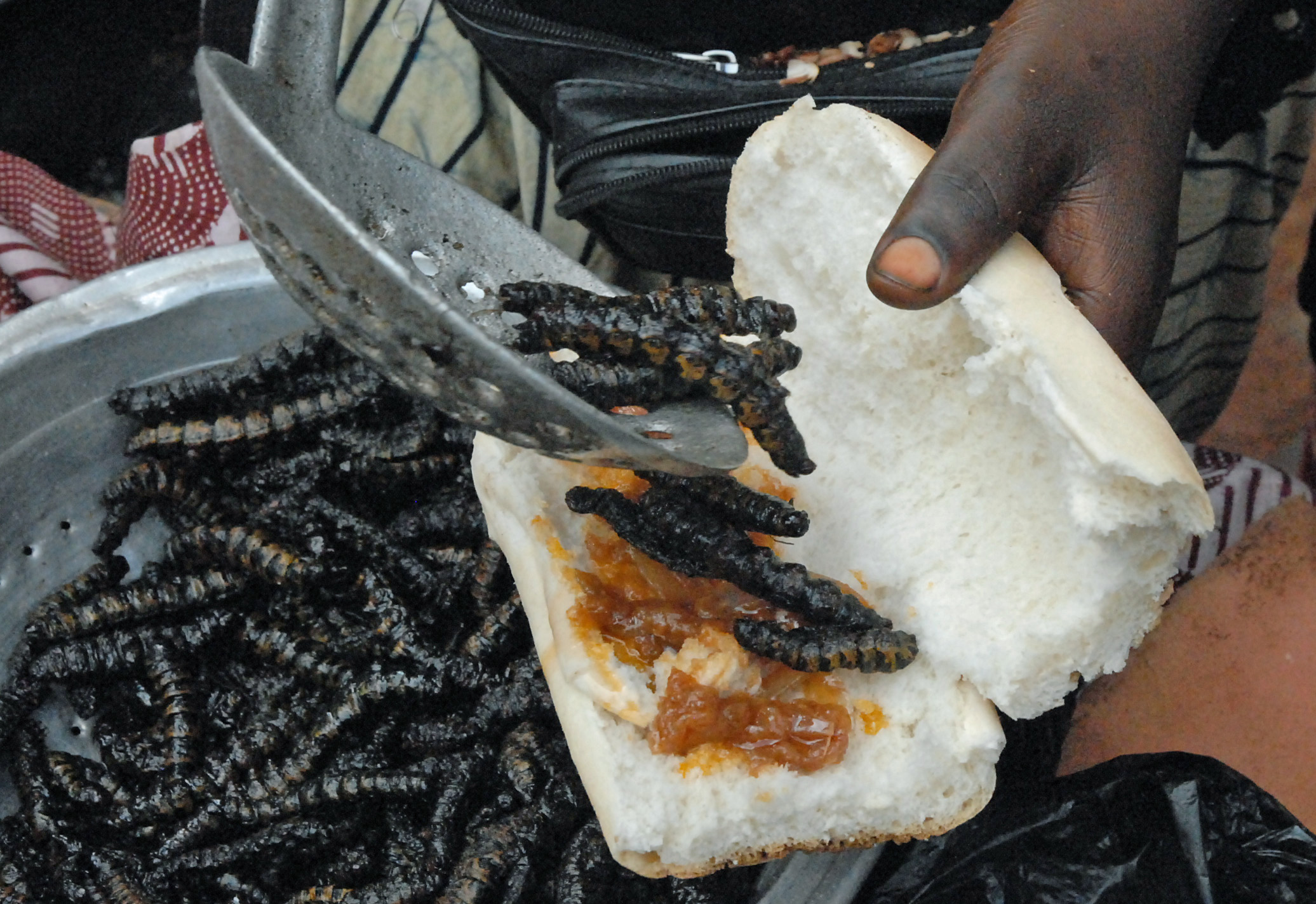
Sandwich mit Raupen in Boromo, Burkina Faso

In verschiedenen Staaten Afrikas, besonders in Nigeria, wird eine Reihe von Insektenarten regelmäßig verzehrt. Dazu gehören gekochte oder rohe Termiten (besonders die Königin gilt als Delikatesse), geröstete Heuschrecken oder Rüsselkäferlarven. Der sogenannte Buschmann-Reis (englisch Bushman rice, auch Bushman’s rice oder Hottentots rice) der San besteht aus den optisch reisähnlichen Puppen verschiedener Termitenarten. In Zentralafrika spielen unter anderem Raupen aus Wildfang eine wichtige Rolle in der alltäglichen Ernährung, wie ein 2004 veröffentlichter UN-Report feststellte.

### Asien

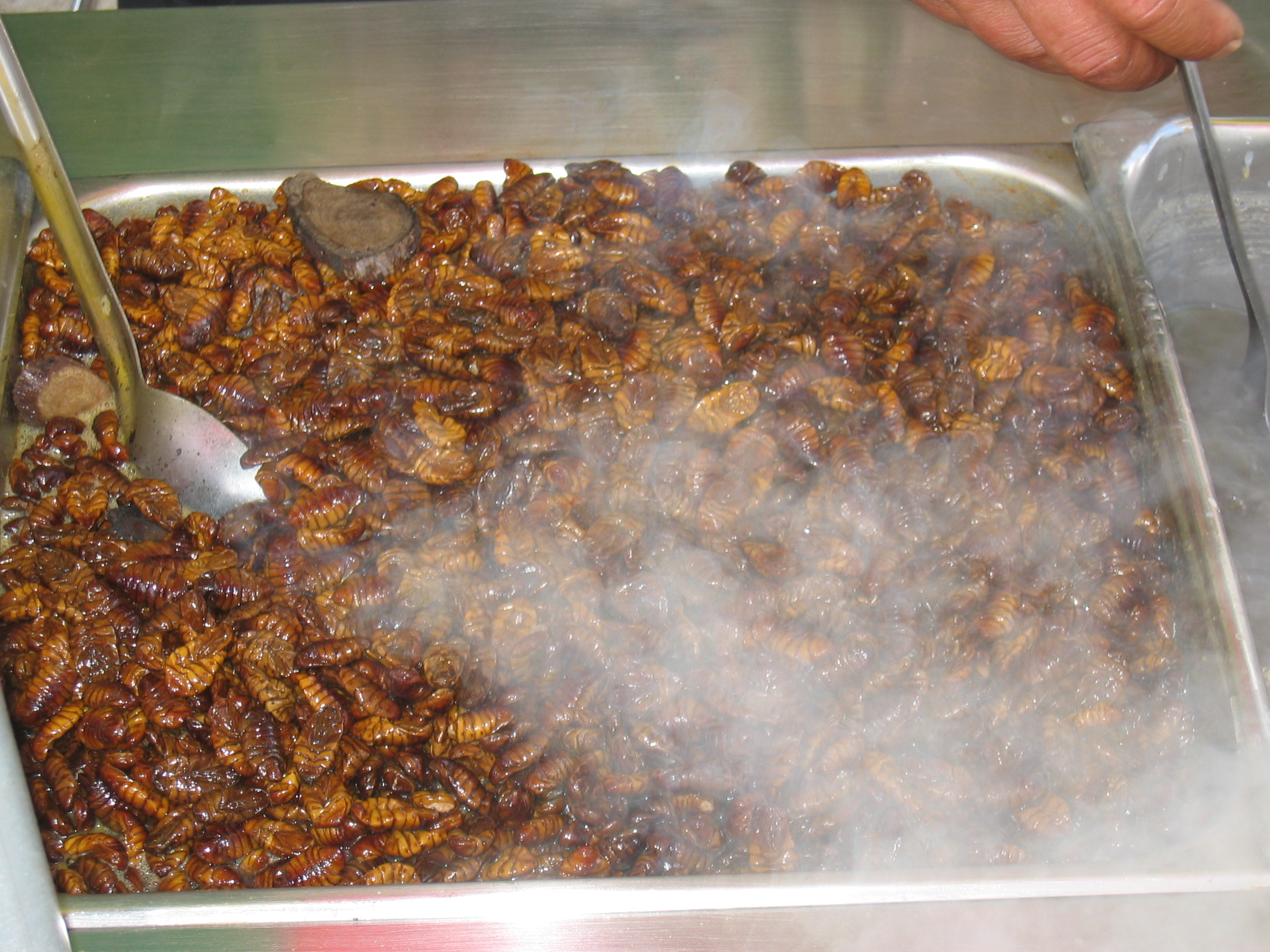
Puppen des Seidenspinners als Nahrungsmittel in einem Imbiss in Korea

In Japan gibt es eine Verzehrstradition mit Insekten hauptsächlich in den bergigen Regionen ohne Zugang zum Meer. Dabei sticht die Präfektur Nagano heraus. Zu den beliebten Zubereitungsarten gehören Frittieren, Grillen und das Kochen mit Sojasauce, Sake, Mirin (Reiswein) und Zucker, bis alle Flüssigkeit evaporiert ist (tsukudani). An zubereiteten Insekten findet man Gekochte Wespenlarven (hachi-no-ko), Feldheuschrecken (inago), gekochte Steinfliegen-Larven (zazamushi), Puppen des Seidenspinners (sanagi) und
frittierte Zikaden (semi). Seltener sind es Wasserinsekten und Holz fressende Insektenlarven.
Auf Bali werden Libellen mit speziellen Klebestangen gefangen. Die Tiere werden, nachdem die Flügel entfernt wurden, in verschiedenen Soßen gegart. In Thailand werden Schaben und Wasserkäfer sowie vielerlei Larven auf unterschiedliche Weise zubereitet und sind in öffentlichen Garküchen zum Mitnehmen erhältlich. Außerdem gilt dort eine Riesenwanzenart als Delikatesse. Wo es Seidenproduktion gibt, werden die in den Kokons enthaltenen Larven des Seidenspinners nach dem Kochen der Kokons als Lebensmittel weiterverwertet.

#### China

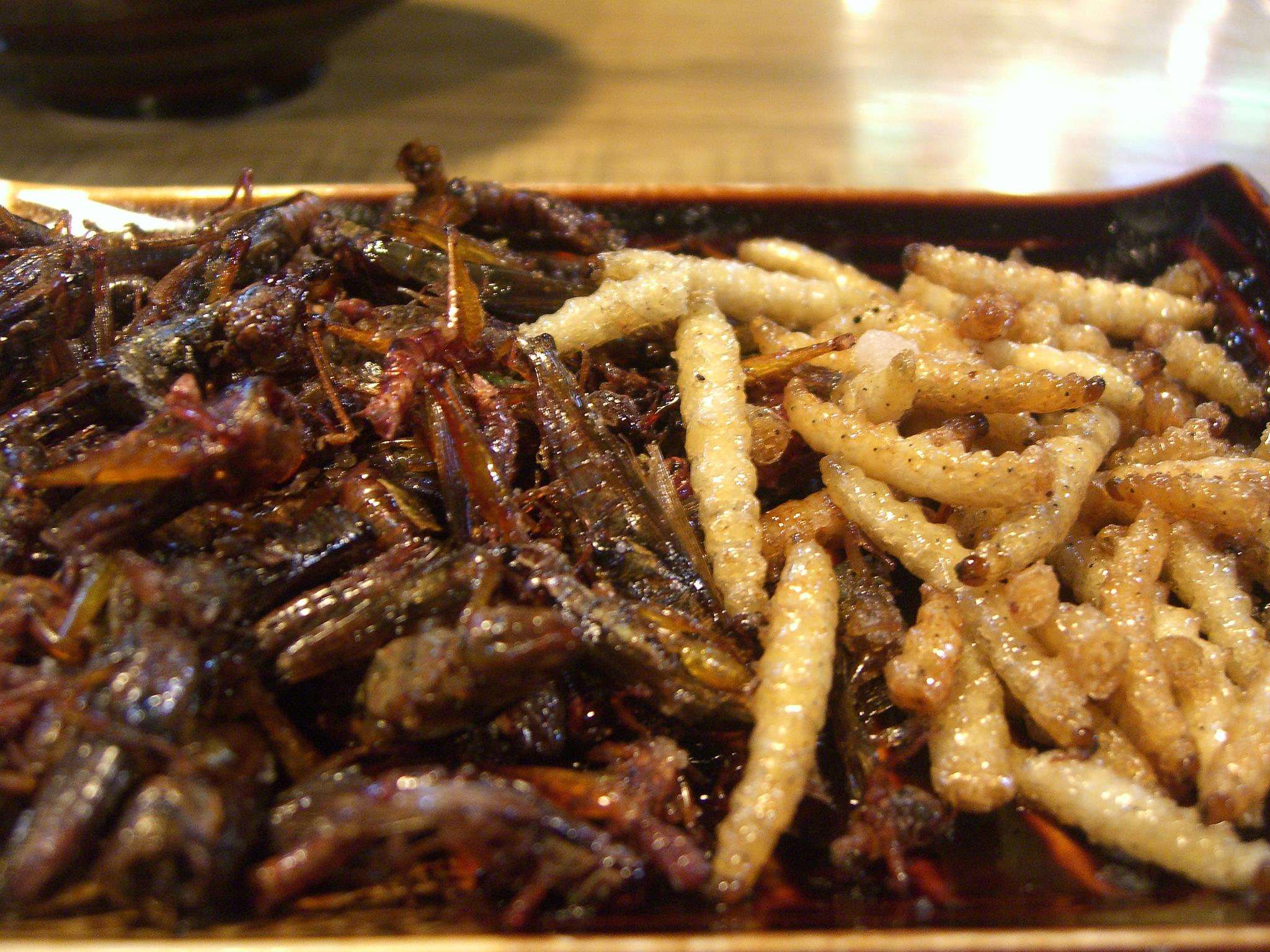
Frittierte Grashüpfer und Bambuswürmer Omphisa fuscidentalis in Kunming, China

In China stehen Insekten seit etwa 2000 Jahren auf dem Speiseplan. Mittlerweile werden dort insgesamt 324 Arten von Insekten als Lebensmittel, als Futtermittel oder für medizinische Zwecke genutzt.
Der Verzehr von Insekten ist in China gesellschaftlich akzeptiert und beliebt, wie zahlreiche Studien, die zwischen 2000 und 2017 durchgeführt wurden, bestätigen konnten. Die Aufzucht in Insektenfarmen und Distribution der etwa 20 beliebtesten Insektenarten bildet einen eigenen Wirtschaftszweig. Detaillierte Nährwertangaben liegen für 174 Spezies vor, wobei Protein, Fett, Vitamine und Mineralstoffe in jeder Art enthalten ist.
Darüber hinaus konsumieren viele Chinesen indirekt Insekten, da diese als Futtermittel für Nutztiere üblich sind. Bisherige Daten aus China lassen den Rückschluss zu, dass Insekten als Lebens- und Futtermittel zahlreiche Vorteile haben. Allerdings zeigen einige Menschen allergische Reaktionen nach dem Verzehr von Seidenspinnerraupen, Zikaden oder Grillen, besonders bei einer vorhandenen Krustentier-Allergie. Die Aufzucht von Speiseinsekten, sowie Insekten für medizinische Anwendungen, stellt eine wichtige Einnahmequelle für ländliche Gegenden dar.

### Mexiko und Mittelamerika

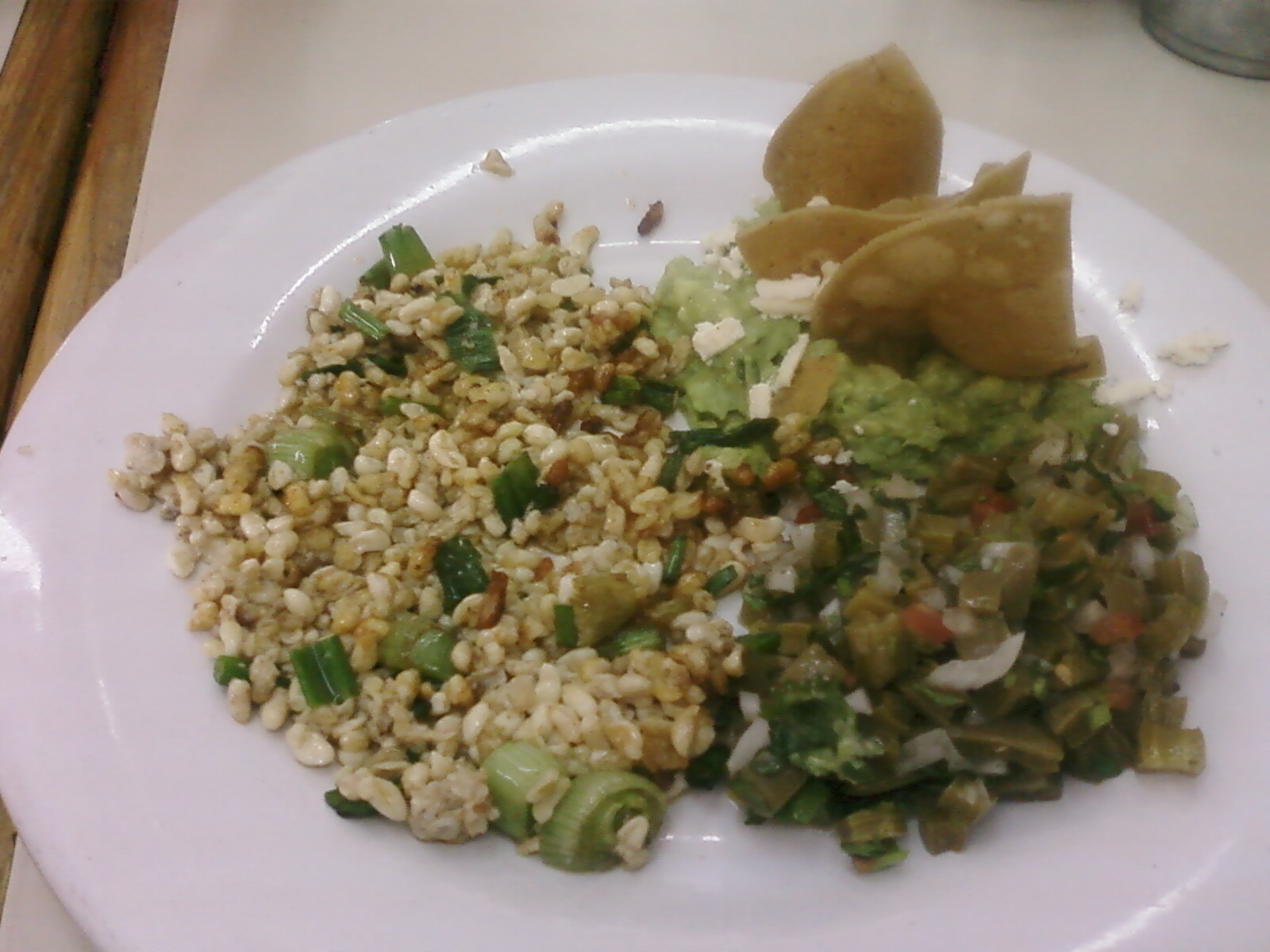
Escamoles in Butter zubereitet

In Mexiko, wo auf den Märkten Insekten als Lebensmittel höhere Preise als hochwertiges Fleisch erzielen, werden „Agavenraupen“ dem Agavenschnaps Mezcal zugefügt. Möglicherweise seit der Aztekenzeit gelten die von Agaven lebenden Raupen von Comadia redtenbacheri sowie von Scyphophorus acupunctatus als essbar.
In vornehmen Restaurants gelten gekochte Ameisenlarven als delikate (und sehr teure) Vorspeise: die Larven werden mit Öl und Knoblauch gemischt, und mit Tortillas serviert. Dieses Gericht, Escamoles genannt, wird von vielen als „Mexikanischer Kaviar“ bezeichnet.
Wohl ein Unikat in der Insektenküche sind die mit Schokolade übergossenen Heuschrecken, die vielerorts im südlichen Mexiko und in Guatemala von Kindern als Süßware sehr geschätzt sind.

### Südamerika

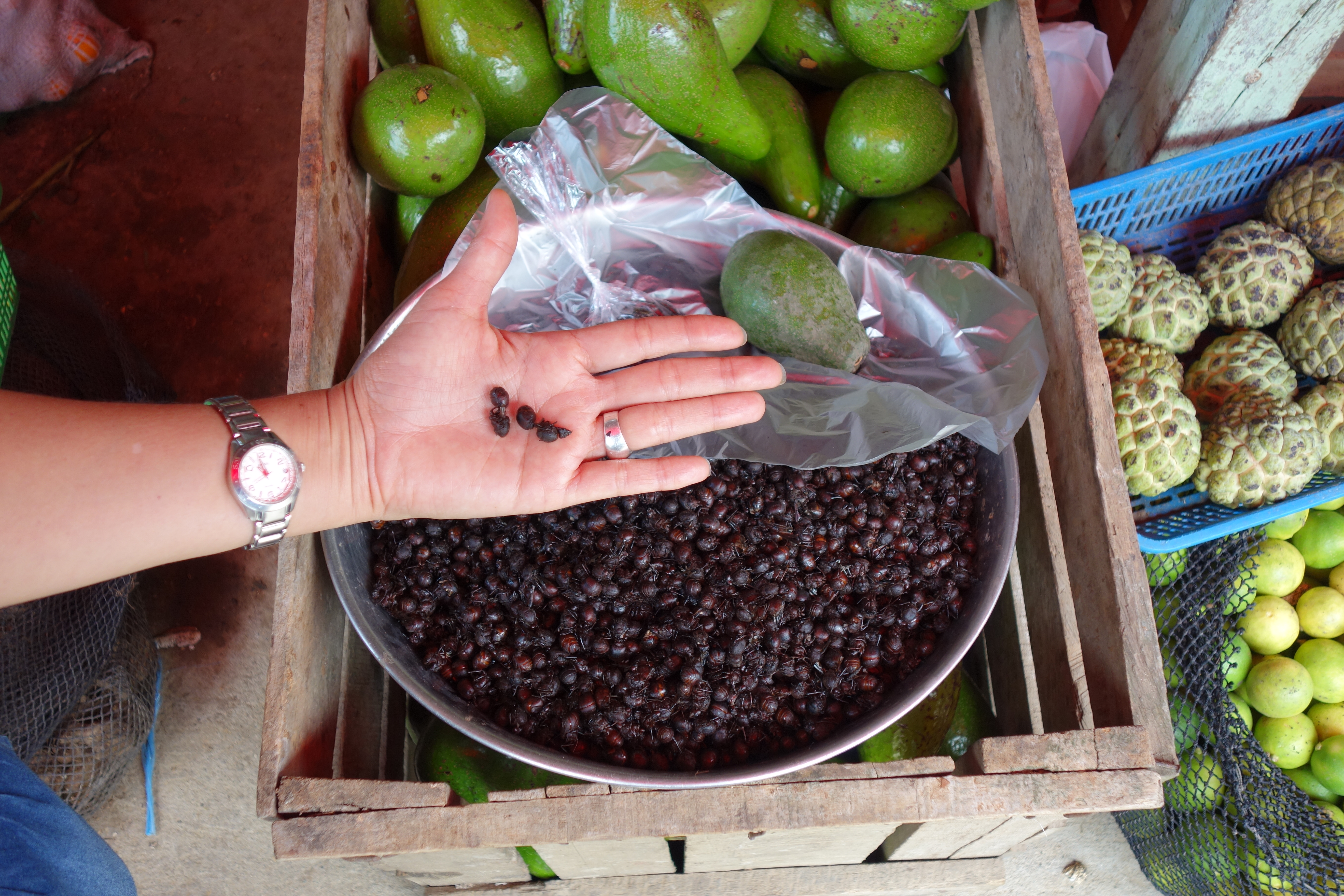
Frittierte Ameisen auf dem Markt in Tarapoto (Peru)

In Amazonas-Gebiet von Peru werden Suri, die Larven eines Rüsselkäfers gegessen.
In Kolumbien werden die Hormigas Culonas, übersetzt „dickarschige Ameisen“, gebraten gegessen und gelten als Aphrodisiakum.

### Europa

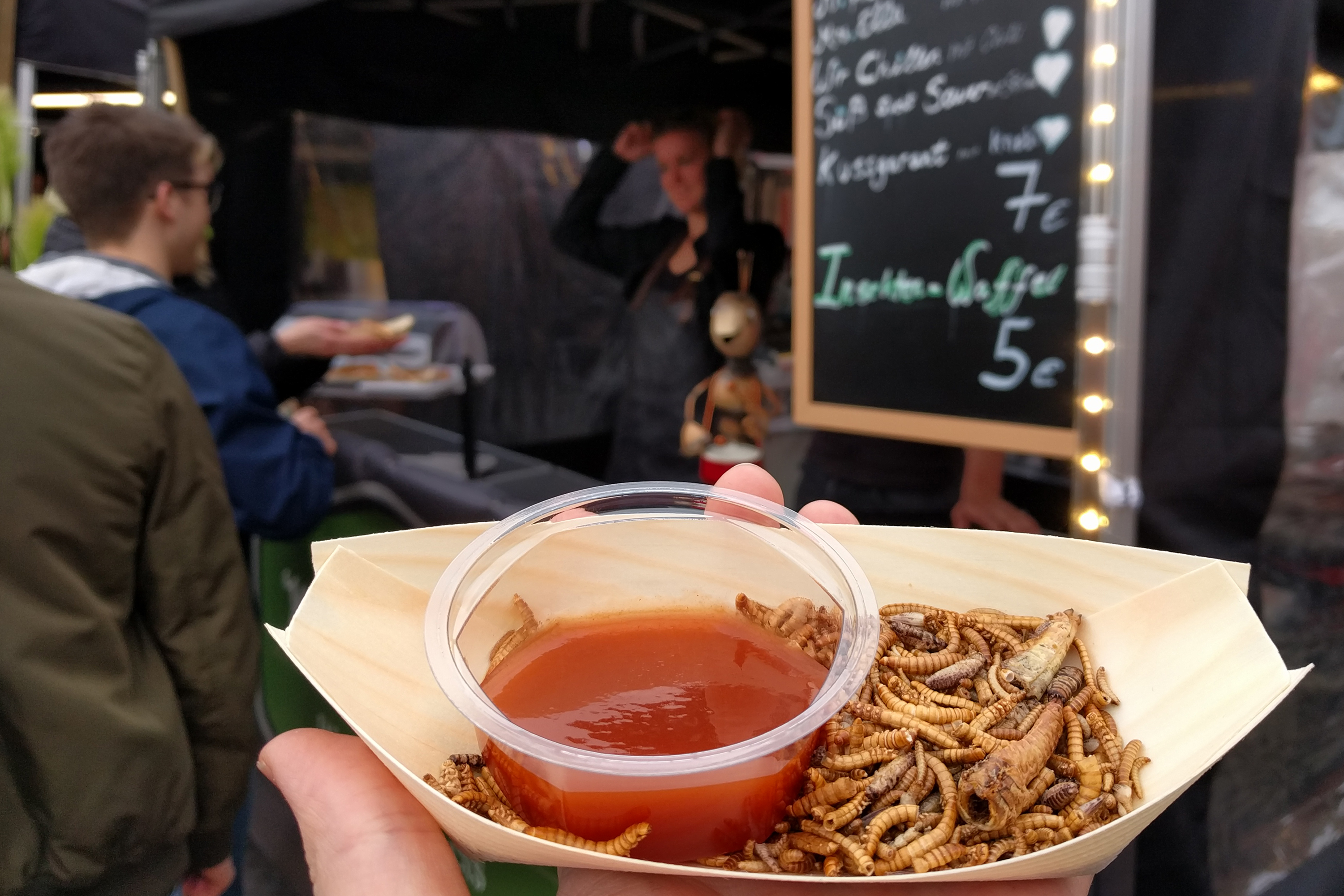
Ganze, zubereitete Speiseinsekten auf einem Streetfood-Markt in Deutschland

Während andere Gliederfüßer wie beispielsweise Hummer, Garnelen, Krebse oder Shrimps als teure Delikatessen gehandelt werden, ist der Verzehr von Insekten in Europa wenig verbreitet und der Gedanke daran oft mit Ekelgefühlen verbunden (Nahrungstabu).
Dennoch gibt es auch hier teilweise eine Verzehrstradition. Auf Sardinien und in Teilen Frankreichs gelten bestimmte Käsesorten, in denen sich die Larve einer kleinen Fliege entwickelt, als Delikatesse (Casu Marzu). Bis Mitte des 20. Jahrhunderts kannte man in Deutschland und Frankreich als Gericht die Maikäfersuppe. Im Magazin für Staatsarzneikunde von 1844 empfahl der Medizinalrat Johann Schneider dieses geschmacklich an Krebssuppe erinnernde Gericht als „vortreffliches und kräftiges Nahrungsmittel“, für das 30 Käfer pro Person gefangen, gewaschen und im Mörser zerstoßen, dann in Butter gebraten und mit Brühe aufgekocht werden. Und er fügte hinzu, dass unter Studenten kandierte Maikäfer eine beliebte Nachspeise gewesen seien.
Seit Anfang des 21. Jahrhunderts lässt sich wieder ein wachsendes Interesse für den Insektenverzehr feststellen. Den Besuchern der EXPO 2000 in Hannover wurden geröstete Heuschrecken angeboten. Seit 2000 lassen sich in den großen europäischen Städten, etwa in Berlin, vereinzelt Restaurants finden, die zubereitete Insekten auf der Speisekarte haben. In der Schweiz bewerben Start-ups wie Essento oder Entomos seit Anfang der 2010er Jahre den Konsum von Insekten; seit 2017 sind hier einzelne Insektenarten als Lebensmittel zugelassen. In den 2020ern folgten auch in der Europäischen Union die ersten Zulassungen.
Eine Untersuchung des britischen Marktforschungsinstitutes YouGov aus dem Jahre 2017 kam zum Ergebnis, dass 79 % der Befragten ablehnend und nur 14 % aufgeschlossen gegenüber dem Verzehr von Insekten waren. Bei Frauen lag die Zustimmung nur bei 10 %. Besonders ablehnend zu über 85 % waren über 55-Jährige.
Der repräsentative Ernährungsbericht 2019 des Bundesministeriums für Ernährung und Landwirtschaft kam hingegen zum Ergebnis, dass sich 31 Prozent der Deutschen vorstellen können, Insekten als Alternative zu herkömmlichen Fleisch im Supermarkt zu kaufen.
In Italien gab es einen medialen Aufschrei, nachdem die Barilla-Stiftung des Nudelherstellers Barilla ein Video ins Internet stellte, in dem ein Komiker Nudeln mit Insekten in Verbindung brachte. Die Aussage war, dass Pasta außerhalb Italien teilweise so schlecht sei, dass sie durch Zugabe von Insekten verbessert werden könne. Selbst die Regierung bezog Stellung und erklärte Spaghetti aus Weizenmehl zur „nationalen Angelegenheit“.

## Tabuisierung
Die im westlichen Kulturraum verbreitete Verwendung des biologischen Fachbegriffs Entomophagie oder Anthropo-Entomophagie für den Verzehr von Insekten durch Menschen deutet schon darauf hin, dass dies als ungewöhnliches und abweichendes Verhalten betrachtet wird. Für die Mehrheit der Menschen in diesem Kulturraum gilt für den Insektenverzehr ein Nahrungstabu. In Europa und Nordamerika werden Insekten in der Regel mit Schmutz assoziiert und rufen häufig Ekelgefühle hervor. Beispielsweise waren Mehlwürmer bzw. deren Imago historisch nicht nur Vorratsschädlinge, sondern auch ernsthafte Krankheitsüberträger. Im Übrigen haben Tierhalter, die Futtertiere züchten, Geruchsprobleme mit den Ausscheidungen der Mehlwürmer. Die Frage, wieso Insekten trotz ihrer Essbarkeit in Europa und den Vereinigten Staaten tabuisiert sind, beantwortet der Anthropologe Marvin Harris mit seiner Theorie der optimalen Futtersuche und einem ungünstigen Kosten-Nutzen-Verhältnis. Nur (Wild-)Insekten, die eine bestimmte Größe haben und gleichzeitig in Schwärmen auftreten, seien als Nährstoffquelle wirklich interessant. „Wenn […] eine natürliche Umgebung arm an Insektenfauna ist – besonders an großen und/oder schwarmbildenden Arten – und wenn sie gleichzeitig reich an domestizierten oder wildlebenden großen Wirbeltierarten ist, dann werden im Zweifelsfall zur Nahrung keine Insekten gehören.“ Dies trifft jedoch auf Insekten aus Zucht nicht zu, da sich diese in großen Mengen und einfach skalierbar produzieren lassen.

## Gesundheitliche Gefahren
Der Verzehr von Insekten bzw. Erzeugnissen aus Insektenmehl kann bei Allergikern, die gegen Krebstiere oder Hausstaubmilben allergisch sind allergische Reaktionen wie bspw. das Kribbeln oder Anschwellen der Schleimhaut im Rachen bis zum anaphylaktischen Schock. Auslöser sind Tropomyosine.
Beim Verzehr von nicht hygienisch gezüchteten Insekten können Viren, Bakterien oder Parasiten Krankheitsüberträger werden.
Außerdem warnt die Tierschutzorganisation Peta vor Fungiziden und Antibiotika die bei der Massentierhaltung eingesetzt werden.

## Förderung
Seitens der FAO werden Zucht und Verzehr von Insekten durch Programme wie Edible Insects als Maßnahmen gegen Mangelernährung in den tropischen und subtropischen Regionen gefördert. Außerdem bietet die Aufzucht von Speiseinsekten wirtschaftliche Chancen für die einheimische Bevölkerung, da sie in kleinem Rahmen ohne viel technischen Aufwand betrieben werden kann. Die Produkte lassen sich auf den lokalen Märkten verkaufen und verschaffen den Kleinzüchtern eine wichtige Einkommensquelle. Die EU fördert mit 3 Mio. Euro die Erforschung.